# Турнір п'яти націй 1994
Турнір п'яти націй 1994 був 65-тим проведеним турніром з серії Турнірів п'яти націй — щорічної регбійної конкуренції поміж основними збірними північної півкулі. Турнір складався з 10-ти матчів, проведених в період з 15 січня по 19 березня 1994 року.
Турнір 1994 року був 65-тим турніром з серії турнірів п'яти націй та якщо враховувати ще й турніри домашніх націй, то він був 100 по рахунку турніром з регбі проведеним на північній півкулі.
У турнірі змагались 5 збірних: Англія, Ірландія, Франція, Шотландія та Уельс. Перший раз за всю історію турніру, судді були змушені виділяти дві найсильніші команди турніру та вибирати чемпіона полягаючись лише на різниці очок. Збірна Уельсу виграла турнір.
Англія могла би виграти турнір, якби здобула 16-ти бальну перевагу над Уельсом, проте Уельс отримав перевагу. Англійцям вдалось здобути Кубок Калькути перемігши збірну Шотландії на стадіоні Мюррейфілд. Граючи уже у Ірландії, Англія програла і втратила останні надії здобути Великий Шолом.
Шотландія за весь час тривання турніру не показувала найкращих результатів. Їх стратегії виявились малоефективними. Спочатку вони програли свій відкривальний матч збірній Уельсу, потім їх перемогла Англія. Шотландцям вдалось взяти нічию в грі проти Ірландії, а вже незабаром збірну розгромила команда Франції.
Загальний результат був таким: збірна Уельсу виграла свій 22-гий титул, в тім сім перемог в турнірах домашніх націй. Англія посіла друге місце (3 виграні матчі), а Франція — третє (2 виграні матчі). Ірландія прийшла четвертою (здобула Трофей Мілленіума), а останнє місце дісталось збірній Шотландії. Жодна з команд не здобула Потрійну Корону.

## Учасники
Учасниками турніру п'яти націй 1994 року були:
| Країна    | Стадіон              | Місто    | Головний тренер |
| --------- | -------------------- | -------- | --------------- |
| Англія    | Твікенем             | Лондон   | Джефф Кук       |
| Франція   | Парк де Пренс        | Париж    | П'єр Бербізьє   |
| Ірландія  | Ленсдаун Роуд        | Дублін   | Джеррі Мерфі    |
| Шотландія | Мюррейфілд           | Единбург | Джим Телфер     |
| Уельс     | Національний стадіон | Кардіфф  | Алан Дейвіс     |

## Таблиця
| Місце | Збірна    | Матчі     | Матчі   | Матчі | Матчі    | Бали | Бали  | Бали    | Результати |
| Місце | Збірна    | Розіграно | Виграно | Нічия | Програно | За   | Проти | Різниця | Результати |
| ----- | --------- | --------- | ------- | ----- | -------- | ---- | ----- | ------- | ---------- |
| 1     | Уельс     | 4         | 3       | 0     | 1        | 78   | 51    | +27     | 6          |
| 2     | Англія    | 4         | 3       | 0     | 1        | 60   | 49    | +11     | 6          |
| 3     | Франція   | 4         | 2       | 0     | 2        | 84   | 69    | +25     | 4          |
| 4     | Ірландія  | 4         | 1       | 1     | 2        | 49   | 70    | -21     | 3          |
| 5     | Шотландія | 4         | 0       | 1     | 3        | 38   | 70    | −32     | 1          |

## Результати

### Перший тиждень
| 15 січня 1994 14:30 |

| Франція                                                                             | 35–15 | Ірландія            |
| ----------------------------------------------------------------------------------- | ----- | ------------------- |
| Спроби: Бенеттон Лакруа Мерл Сент-Андре Реалізація: Лакруа (3) Пенальті: Лакруа (3) |       | Пенальті: Елвуд (5) |

| Парк де Пренс, Париж Суддя: Дж. М. Флемінг (Шотландія) |

| 15 січня 1994 14:30 |

| Уельс                                                              | 29–6 | Шотландія              |
| ------------------------------------------------------------------ | ---- | ---------------------- |
| Спроби: Еванс Реєр (2) Реалізація: Дженкінс Пенальті: Дженкінс (4) |      | Пенальті: Гастінгс (2) |

| Національний стадіон, Кардіфф Суддя: П. Робін (Франція) |

### Другий тиждень
| 5 лютого 1994 14:30 |

| Ірландія            | 15–17 | Уельс                                   |
| ------------------- | ----- | --------------------------------------- |
| Пенальті: Елвуд (5) |       | Спроби: Дженкінс Пенальті: Дженкінс (4) |

| Ленсдаун Роуд, Дублін Суддя: А. Дж. Спредбюрі (Англія) |

| 5 лютого 1994 14:30 |

| Шотландія                                                   | 14–15 | Англія                |
| ----------------------------------------------------------- | ----- | --------------------- |
| Спроби: Вейнврайт Пенальті: Гастінгс (2) Дроп-гол: Товнсенд |       | Пенальті: Каллард (5) |

| Мюррейфілд, Единбург Суддя: Л. МакЛаклен (Нова Зеландія) |

### Третій тиждень
| 19 лютого 1994 14:30 |

| Англія                | 12–13 | Ірландія                                             |
| --------------------- | ----- | ---------------------------------------------------- |
| Пенальті: Каллард (4) |       | Спроби: Гейген Реалізація: Елвуд Пенальті: Елвуд (2) |

| Твікенем, Лондон Суддя: П. Тома (Франція) |

| 19 лютого 1994 14:30 |

| Уельс                                                              | 24–15 | Франція                                               |
| ------------------------------------------------------------------ | ----- | ----------------------------------------------------- |
| Спроби: Квіннелл Вокер Реалізація: Дженкінс Пенальті: Дженкінс (4) |       | Спроби: Рума Селя Реалізація: Лакруа Пенальті: Лакруа |

| Національний стадіон, Кардіфф Суддя: Л. МакЛаклен (Нова Зеландія) |

### Четвертий тиждень
| 5 березня 1994 14:30 |

| Франція                              | 14–18 | Англія                              |
| ------------------------------------ | ----- | ----------------------------------- |
| Спроби: Беназзі Пенальті: Лакруа (3) |       | Пенальті: Ендрю (5) Дроп-гол: Ендрю |

| Парк де Пренс, Париж Суддя: С. Р. Хілдітч (Ірландія) |

| 5 березня 1994 14:30 |

| Ірландія            | 6–6 | Шотландія              |
| ------------------- | --- | ---------------------- |
| Пенальті: Елвуд (2) |     | Пенальті: Гастінгс (2) |

| Ленсдаун Роуд, Дублін Суддя: Е. Ф. Моррісон (Англія) |

### П'ятий тиждень
| 19 березня 1994 14:30 |

| Англія                                                       | 15–8 | Уельс                            |
| ------------------------------------------------------------ | ---- | -------------------------------- |
| Спроби: Родбер Р. Андервуд Реалізація: Ендрю Пенальті: Ендрю |      | Спроби: Вокер Пенальті: Дженкінс |

| Твікенем, Лондон Суддя: Дж. М. Флемінг (Шотландія) |

| 19 березня 1994 14:30 |

| Шотландія              | 12–20 | Франція                                                                   |
| ---------------------- | ----- | ------------------------------------------------------------------------- |
| Пенальті: Гастінгс (4) |       | Спроби: Садурні Сент-Андре Реалізація: Лакруа Мульор Пенальті: Лакруа (2) |

| Мюррейфілд, Единбург Суддя: В. Д. Беван (Уельс) |